# Ризом, Йенс
Йенс Ризом (8 мая 1916 — 9 декабря 2016) — датско-американский дизайнер мебели. Один из столпов современного дизайна мебели середины XX столетия,Ризом был одним из первых дизайнеров, представивших скандинавский дизайн в Соединенных Штатах.

## Биография
Ризом родился в Копенгагене, Дания, 8 мая 1916 года. Его отцом был выдающийся архитектор Свен Ризом, который придерживался школы скандинавского классицизма. Ризом получил образование дизайнера в Копенгагенской школе промышленного искусства и дизайна (Kunsthåndværkerskolen), где он учился у Оле Ваншера и Кааре Клинта. Он был одноклассником Ханса Вегнера и Бьёрга Могенсена.
Затем Йенс Ризом провёл два года в Коммерческом колледже Нильса Брока Копенхэджена, прежде чем начать работу в качестве разработчика мебели и дизайнера интерьеров в архитектурном бюро Эрнста Куна. Позже он переехал в Стокгольм, устроившись на работу с небольшую архитектурную фирму. Там он присоединился к отделу дизайна Nordiska Kompaniet и заработал такую репутацию, что был представлен Альвару Аальто и Бруно Мэтссону.
В 1939 году Йенс Ризом переехал в Нью-Йорк, чтобы изучить там американский дизайн. В Нью-Йорке он столкнулся с трудностями в поиске работы в качестве дизайнера мебели, и был вынужден принять ряд заказов на работу с текстилем, что в конечном итоге обеспечило ему внештатную работу с дизайнером Дэном Купером. В 1941 году Йенс Ризом познакомился с предпринимателем Хансом Ноллом и начал сотрудничество с фирмой Knoll.
С началом Второй мировой войны Йенс Ризом был призван в армию Соединённых Штатов Америки и служил под командованием генерала Джорджа С. Паттона. После завершения военной службы, Йенс ненадолго вернулся в Knoll в Нью-Йорке, но вскоре решил открыть свою собственную студию — Jens Risom Design (JRD), которая начала свою работу 1 мая 1946 года и выросла до третьей по величине мебельной компании в Америке.
Репутация Йенса Ризома как дизайнера мебели продолжала расти, и он воспользовался этим для продвижения скандинавского дизайна в домашних
интерьерах и популяризации среди более широкой американской общественности. В 1950-х JRD опубликовал серию объявлений с лозунгом «Ответом является Ризом». В результате успеха этой кампании, в 1954 году JRD начал расширение своих производственных объектов. В конце 1950-х JRD переместил акцент с товаров для дома на мебель для офиса, больниц и библиотек. В 1961 году Йенс Ризом был одним из шести конструкторов и дизайнеров мебели, рекомендуемых журналом Playboy. Один из офисных стульев Ризома стал популярен, когда Президент США Линдон Б. Джонсон принял решение использовать его в Овальном кабинете.
Йенс Ризом продал компанию JRD компании Dictaphone в 1970 году, после того, как управлял своей компанией в течение 25 лет. В течение следующих трёх лет Йенс Ризом оставался на посту Генерального директора, а затем переехал из Нью-Йорка в Нью-Кейнан, штат Коннектикут, и запустил консалтинговую службу Design Control.
Ризом умер в своем доме в Нью-Кейнане, штат Коннектикут, в возрасте 100 лет.

## Признание
Мебель Ризома находится в многочисленных коллекциях. Многие из работ Йенса считаются современной классикой, и его мебель демонстрируется в Музее современного искусства, Картинной галерее Йельского университета, Бруклинском музее, Род-айлендском Музее Школы дизайна, и многих других галереях, музеях и выставочных залах. В 1997 году Knoll переиздал мебельную коллекцию Йенса Ризома, созданную в 1940-х и 1950-х годах.
Йенс Ризом является давним попечителем Род-Айлендской школы дизайна. В 1996 году он получил Крест датского Рыцаря.

## Современное возрождение
В 1997 году Knoll переиздал дизайн мебели Ризома 1940—1950—х годов. Две лондонские галереи—Rocket Gallery и Liberty Gallery-запустили ретроспективы работ Ризома в 2008 году.
Возрождение Ризома в Соединенных Штатах было инициировано мебельной компанией RALPH PUCCI, которая последовательно работает и показывает работу Ризома с 2001 года.